# Chenopodium iljinii
Chenopodium iljinii är en amarantväxtart som beskrevs av Vitaliǐ Petrovich Goloskokov. Chenopodium iljinii ingår i släktet ogräsmållor, och familjen amarantväxter. Inga underarter finns listade i Catalogue of Life.